# Meckels divertikel
Meckels divertikel (lat. diverticulum Meckeli eller diverticulum ilei) är en rest efter ductus omphaloentericus, som normalt försvinner av sig självt. Ibland kan dock denna rest finnas kvar som en utbuktning på tarmen, och denna divertikel kallas Meckels divertikel efter Johann Friedrich Meckel den yngre, 1781–1833.
Meckels divertikel  återfinns hos cirka 1–3 % av befolkningen, något vanligare hos män och är ofta belägen cirka 0,5 m från cekum, blindtarmen. Den kan vara olika lång; från en skönjbar utbuktning av tarmen till några decimeter. Divertikelns vägg innehåller samma lager som resten av tunntarmen, men ibland finns också magsäcksslemhinna, innehållande syraproducerande celler. I dessa fall bildas inte sällan ulcus, sår, som kan ge svart avföring (på grund av blödning), smärta i magen och feber på grund av infektion. Symtomen kan vara förvillande lika de vid appendicit. Behandlingen är oftast operation där divertikeln tas bort.